# Митров, Василий Ильич
Василий Ильич Митров (1876—1946) — социал-демократ (партийная кличка — Савва), депутат Государственной думы II созыва от Кубанской области и Черноморской губернии.

## Биография
Отец — купец в городе Ейск Кубанской области. Поступил в Технологический институт в Санкт-Петербурге, но был исключён по обвинению в участии в студенческих волнениях. В 1894 году у него в квартире был проведён обыск. Позднее многократно был репрессирован. Социал-демократ, член петербургского «Союза борьбы за освобождение рабочего класса». Донское областное жандармское управление привлекло Митрова к следствию, обвинив в том, что он состоит в противоправительственном сообществе. В 1898 выслан на 4 года в Вологодскую губернию. Но по крайней мере не позднее начала сентября 1899 года он был переведён в город Орлов Вятской губернии.

### В ссылке в городе Орлове

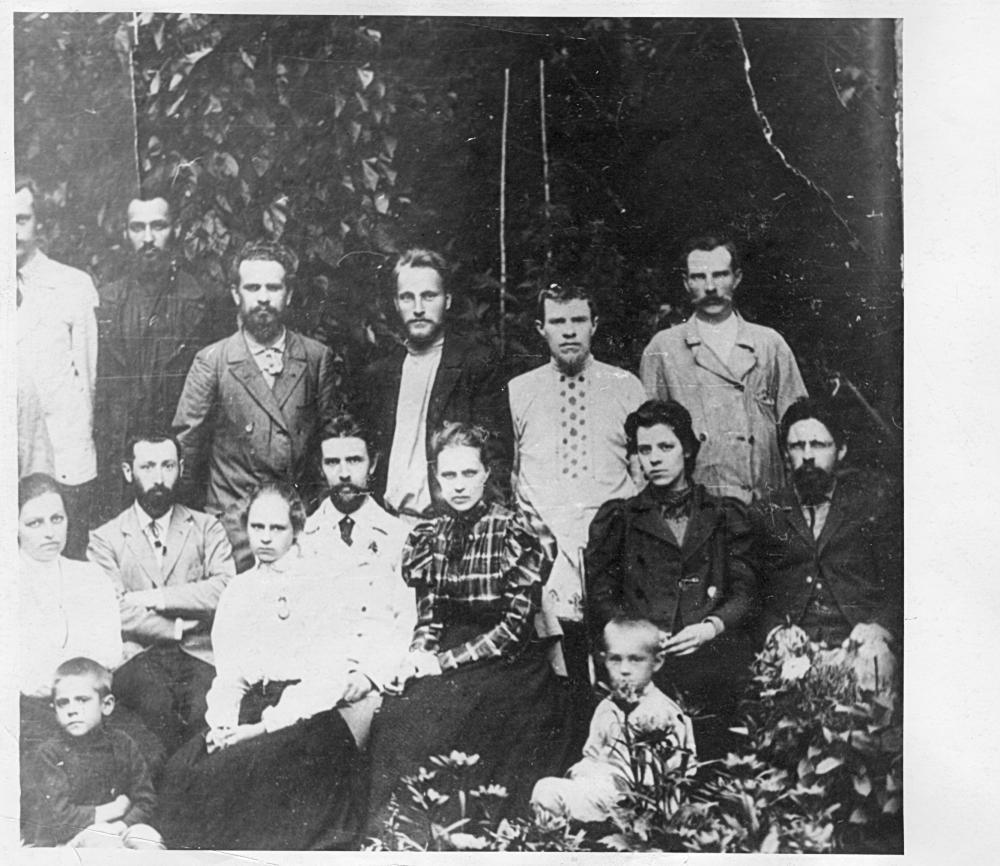
Политссыльные в вятском г. Орлове, 1899. В центре стоит Н. Э. Бауман, правее — В. И. Митров (?), между ними в первом ряду К. Н. Приходькова (в клетчатой блузке), слева от неё В. В. Воровский.

Как следует из письма Дана, Митров появился в Орлове не позднее начала сентября 1899 года, и в это время он всё ещё искал и не мог найти квартиру:171. В это время в Орлове сложилась большая колония политических ссыльных, это Ф. И. Дан с женой, В. В. Воровский с женой, В. Г. Громан с женой, Н. М. Величкин (брат В. Величкиной), Н. Э. Бауман, некто Медов и другие.
Заметное место в Орловской колонии ссыльных занимала Клавдия Николаевна Приходькова. В Петербурге она вела занятия в кружке рабочей молодёжи. Подготовила листовку «К петербургским приказчикам», которую напечатали в типографии «Союза борьбы за освобождение рабочего класса». С работой в Орлове было плохо, и Клавдии Николаевне одной из немногих политических ссыльных удалось в Орлове устроиться на службу учительницей. Митров же оставался без постоянного места, лишь иногда ему удавалось помещать очерки в периодике, в частности, в журнале «Северный курьер»:186. В январе 1900 он интересовался не свободно ли место Вятского фабричного инспектора:203.

Фрагмент одной из безобидных карикатур на политических ссыльных в Орлове В. Воровского. 1901. Сова — В. И. Митров, птица — К. Н. Приходькова, обезьяна — Ипполит Иванович Рябков

С 22 января по 15 октября 1899 в Орлове в ссылке находился Н. Э. Бауман. По словам Л. О. Дан, в Орловской ссылке Николай Бауман сблизился с Клавдией Приходьковой, но вскоре они расстались, по одним сведениям инициатором разрыва была Приходькова, по другим отношения прервались в результате тайного бегства Баумана из ссылки. В письме от 16 марта 1900 года, описывая жизнь орловской колонии политссыльных, Ф. И. Дан замечает: «Кл. Ник. [Приходькова] почти безвыходно сидит дома. <…> Вас. Ил. [Митров] совсем разрушается от неврастении и непрестанных дум о ней: работать абсолютно не может»:206.
Вскоре после этого Приходькова вышла замуж за Митрова. Прямые свидетельства о том, как развивались события дальше не найдены. Из косвенных данных, которые содержатся в воспоминаниях Лидии Дан, в письмах Потресова и материалах из архива Николаевского, следует, что Бауман присылал в Орлов какие-то письма (или карикатуры), которые компрометировали Приходькову ([Бауман] «преследовал её двусмысленными карикатурами» Из письма Л. О. Дан — Mrs H. Häroys от 1 января 1954 г.). Карикатуры на неё рисовал и Воровский (опубликована лишь одна, вполне безобидная). В это время Клавдия Николаевна уже ждала ребёнка (на карикатуре Воровского с опережением событий она и Миртов представлены в качестве счастливых родителей). Что именно предшествовало её решению уйти из жизни, неизвестно, но орловские политические ссыльные считали, что причиной были именно письма Баумана и какие-то не дошедшие до нас карикатуры Воровского. 24 декабря 1901 года Клавдия Приходькова, отравившись, покончила с собой. По совпадению это произошло на следующий день после отъезда Воровского из Орлова в Вятку.

### Инициатор «дела Баумана»
Уже через несколько месяцев печальное известие о произошедшем в далёком вятском Орлове стало широко известно в среде русских политических эмигрантов в Европе. 10 марта 1902 года в «Искре» опубликован некролог о самоубийстве в Орлове Вятской губернии политической ссыльной Клавдии Николаевны Приходьковой. 11 (24) марта 1902 А. Н. Потресов, представляя Воровского, получившего от него рекомендательное письмо, предупреждал Г. В. Плеханова: 

Он [Воровский], несомненно, может быть полезен, и хорошо бы его в литературном отношении использовать. Но беда в том, что он сильно запачкал себя в одной чисто личной, колониальной истории (кончившейся смертью его противницы), запачкался настолько, что публика наша — как я получил известие — не желает с ним вступать в организационную связь, раскрывать своё местопребывание и, при всем сознании его возможной полезности, желают держаться от него подальше:281.
Осенью 1902 года Митров обратился в редакцию «Искры» с письмом Орловских ссыльных, которые требовали партийного суда над Бауманом и Воровским по обвинению в доведении Приходьковой до самоубийства. Текст письма неизвестен, но сохранился проект ответа, написанный рукой В. И. Ленина с правкой Г. В. Плеханова. В нём, в частности, сказано:

Мы находим, что дело, поднятое товарищем Митровым, есть чисто личное дело, возникшее при совершенно исключительных обстоятельствах. Оно не может и, по нашему твердому убеждению, н е д о л ж н о быть разбираемо никакой революционной организацией вообще. В частности же мы, со своей стороны, не видим в настоящее время, решительно никаких оснований к возбуждению против члена Русской организации «Искры» Н. Э. Баумана обвинения в каком бы то ни было нравственно предосудительном поступке или поведении.
Такое решение Митрова не удовлетворило. 23 марта 1903 года А. Н. Потресов пишет Ю. О. Мартову, что Митров хочет иметь точный текст резолюции по его делу для публикации в прессе. В сноске Потресов замечает: «Справедливости ради должен сказать, что Миртов произвёл на меня гораздо лучшее впечатление, чем я ожидал. Гораздо лучшее, чем каким он сказывался в письмах. Но отказаться от своего предприятия он психологически не в силах»:47-48.
26 марта 1903 года Ю. О. Мартов отвечает А. И. Потресову: «Воля Ваша, а его [Митрова] непременное желание „печататься“ меня возмущает. Все эти „разоблачения“ нам напакостят, как всякий скандал <…>. Нельзя ли ему указать на близкий к осуществлению ЦК, как ещё на возможную инстанцию — до опубликования? Ведь, может, там будут люди сидеть, которые — хотя бы во избежание скандала — и согласятся „судить“»:49.
И наконец 6 апреля Мартов пишет тому же адресату: «Очень рад, что М[итров] в конце концов не будет печататься. Н[адежда] К[онстантиновна] должна была послать для него указания»:55.

### Меньшевик
После 1903 года меньшевик. По рекомендации представителя ЦК РСДРП В. А. Носкова (Глебова) Митров был кооптирован в Бакинский комитет, и в марте — июне 1904 года возглавлял его. По его руководством Бакинский комитет выразил свою солидарность Центральному комитету РСДРП, голосовавшему против предложенного Лениным и большевиками созыва нового (III) съезда, о чём от имени Бакинского комитета в редакцию новой «Искры» была послана резолюция. В апреле В. Митров полностью обновил состав комитета, введя в него трёх своих сторонников, и отказался от предложения большевиков праздновать 1 мая. В июне Кавказский союзный комитет РСДРП распустил меньшевистский состав Бакинского комитета и на собрании актива Бакинской организации при участии представителей ЦК и Кавказского союзного комитета был избран новый большевистский состав. Находясь в Баку занимался статистикой, соавтор обзора по потреблению нефти и нефтепродуктов в России.
18 августа 1904 арестован в Ростове-на-Дону, но смог сбежать из полицейского участка. Скрывался под чужой фамилией, в 1905 году был снова арестован, помещён в петербургскую тюрьму «Кресты». 17 октября 1905 года освобождён по амнистии. Оставался под полицейским надзором как «неблагонадёжный».

### В Государственной Думе
8 февраля 1907 года избран во Государственную думу II созыва от съезда уполномоченных от неказачьего населения Кубанской области. Вошёл в состав Социал-демократической фракции. Состоял в бюджетной и финансовой думских комиссиях. Участвовал в прениях по вопросам о срочных рейсах на Дальнем Востоке, о пароходстве по рекам Амурского бассейна, об изменении расписания государственного поземельного налога, о выдаче пособия Санкт-Петербургской школе пивоварения.  1 июня 1907 года Митров был включён премьер-министром П. А. Столыпиным в список 15 членов социал-демократической фракции Думы для немедленного взятия под стражу. Дума уклонилась от стремительного исполнения этого указания и передала требование Столыпина на рассмотрение особой комиссии. Вследствие этого 3 июня последовал  указ Николая II о роспуске II Государственной думы и последующих выборах по новому избирательному закону.

### Последующие годы
После 1907 года от политической деятельности отошёл. В годы Советской власти работал экономистом. В 1922 году жил в Лондоне. В частности к нему обратился заведующий иностранным отделом Научно-издательского бюро СНП  С. Д. Богдановский с просьбой помочь в приобретении журнала, издаваемого Англо-персидской нефтяной компанией. В это время Митров работал в системе Наркомата внешней торговли. Его заметки выходили в журнале «Нефтяное хозяйство» вплоть до середины 1930-х годов.

### Рекомендуемые источники
- Кудряшов В. В. 2015. Социал-демократическая фракция II Государственной Думы: взгляд изнутри и оценки очевидцев. // Проблемы социально-экономического развития Сибири, № 4 (22) С. 99-104.

### Архивы
- Государственный архив Российской Федерации. Фонд 4888. Опись 6. Дело 205. Лист 143-45;
- Российский государственный исторический архив. Фонд 1278. Опись 1 (2-й созыв). Дело 279; Дело 580. Лист 10.

## Комментарии
1. ↑  Это подтверждается многочисленными упоминаниями в письмах Ф. И. Дана, в то время ссыльного также в Орлове, А. Н. Потресову: «Из Орловских дел могу сообщить лишь, что у нас теперь только и разговоров, что о квартирах: И<нна> Гер<могеновна Смидович>, Конк<ордия> Ив<ановна Захарова>, Митров <…> — все они ищут комнат, квартир и пр<очее> и — представьте — не обретают.»[4]; «автором корреспонденции <в „Северном курьере“> (не очень-то живой) из Орлова является В. И. <Миртов>»[5]; «Митров просит Вас узнать, кто в настоящее время состоит Вятским фабричным инспектором»[6]. Эти данные подтверждаются упоминанием Орлова, как места ссылки Митрова, в документальной книге о Николае Баумане[7]. Но, не объяснимым образом Митров при этом не указан в издании 1933 года, посвященном политической ссылке в Вятском крае[8], а также данные о нём отсутствуют в списках гласноподнадзорных по Вятской губернии за 1896—1901 гг.[9], материалы о его ссылке в Вятской губернии отсутствуют в переписке Вятского Губернского Жандармского Управления с Департаментом Полиции и уездными исправниками о политической благонадёжности за 1895—1901 [10], но в этих фонды имеются значительные лакуны.
2. ↑  Брак Приходьковой и Митрова подтверждают: воспоминания Л. О. Дан[15], в книге П. Н. Луппова  в статье о Приходьковой указано, что она по мужу Митрова[16]; в архивах обнаружен шарж В. В. Воровского 1901 года, где Митров изображен в виде птицы, укачивающей в коляске птенца, а Приходькова — также в виде птицы с ружьём на плече, оберегающей покой семьи. Однако, возможно, брак был гражданским, так как в Государственном Архиве Кировской Области[17] имеется справка полиции за сентябрь 1901, где Приходькова значится девицей.
3. ↑  Проект особо мнения по делу Н. Э. Баумана. Написан рукой В. И. Ленина с правкой Г. В. Плеханова. В частности, Г. В. Плехановым в ленинском тексте исправлено слово «Оно» на «Это дело», а «решительно никаких» на «достаточных»[21][22]
4. ↑  Во втором издании "Протоколов Пятого съезда РСДРП" 1935 года в Списке гостей присутствует фамилия некоего Митрова без указания инициалов, при этом там же в списке членов Думы есть имя В. И. Митрова, то есть составители считали, что это разные лица. Но нельзя исключать, что Василий Ильич присутствовал на съезде, так как там в числе приглашенных делегатов было несколько членов социал-демократической фракции II-й Государственной Думы[26]
5. ↑  В список были включены следующие депутаты: И. П. Озол, Г. А. Алексинский, Л. Ф. Герус, А. Г. Зурабов, И. И. Кириенко, П. А. Аникин, В. А. Анисимов, В. М. Серов, Г. Ф. Махарадзе, И. Г. Церетелли, А. Л. Джапаридзе, Г. Е. Белоусов, С. Н. Салтыков, В. И. Митров и В. Е. Мандельберг.[27]